# Anoplius marginalis
Anoplius marginalis är en stekelart som först beskrevs av Banks.  Anoplius marginalis ingår i släktet Anoplius och familjen vägsteklar. Inga underarter finns listade i Catalogue of Life.